# Organopoda cnecosticta
Organopoda cnecosticta là một loài bướm đêm trong họ Geometridae.